# لوبلوو گدانگسکیه
لوبلوو گدانگسکیه (به لاتین: Lublewo Gdańskie) یک روستا در لهستان است که در گمینا کولبوده واقع شده‌است. لوبلوو گدانگسکیه ۸۵۰ نفر جمعیت دارد.